# Wilhelm Römer (Politiker)
Heinrich Wilhelm Römer (* 23. August 1836 in Eckenheim, Kurfürstentum Hessen; † 22. Juni 1909 in Eckenheim, Hessen-Nassau) war ein deutscher Kommunalpolitiker und Abgeordneter des Provinziallandtages der Provinz Hessen-Nassau und des Nassauischen Kommunallandtags des preußischen Regierungsbezirks Wiesbaden.

## Leben
Wilhelm Römer entstammte einer alteingesessenen Eckenheimer Familie und war Landwirt und Ziegeleibesitzer. Er heiratete die Tochter des (Eckenheimer?) Bürgermeisters Klees, Sophie Klees (* 1844). Er engagierte sich in der Kommunalpolitik und war in den Jahren 1886 bis 1909 Mitglied des Kreistages Frankfurt und hier auch Kreisausschussmitglied.
Von 1870 bis 1909 war er hauptamtlicher Bürgermeister seines Heimatortes. In seiner Amtszeit bemühte sich die Gemeinde seit April 1900 um die Eingemeindung nach Frankfurt am Main. Diese erfolgte dann auch am 1. April 1910.
1905 erhielt er als Nachfolger des Abgeordneten Friedrich Strubberg ein Mandat für den Nassauischen Kommunallandtag, aus dessen Mitte er zum Abgeordneten des Provinziallandtages der Provinz Hessen-Nassau bestimmt wurde. Diese Ämter hatte er bis 1909 inne. Im Kommunallandtag gehörte er dem Rechnungsprüfungsausschuss an.